# Orhan Pamuk
Ferit Orhan Pamuk (født 7. juni 1952 i Istanbul) er en af Tyrkiets væsentligste moderne forfattere, der forener europæisk modernisme og orientalsk fortælletradition i en labyrintisk og mangetydig stil.
Han begyndte i sin tid på arkitektstudiet, men skiftede til journalistikken, der dog aldrig er blevet hans levevej, idet han allerede som 23-årig besluttede at han ville være forfatter. Debuten fik han i 1982. Fra 1985 til 1988 arbejdede Pamuk ved Colombia University i New York og fik i de år sit internationale gennembrud med Den sorte bog.
Pamuks bøger er i dag oversat til over 40 sprog og han har modtaget flere anerkendelser og priser, senest Nobelprisen i litteratur i 2006 for romanen Sne.
Tildelt Sonningprisen 2012

## Oversatte bøger
| Dansk titel                                  | Tyrkisk originaltitel        | år   | Oversætter                      | forlag               | år   |
| -------------------------------------------- | ---------------------------- | ---- | ------------------------------- | -------------------- | ---- |
| Tavshedens hus                               | Sessiz Ev                    | 1983 |                                 | Gyldendal            | 2000 |
| Det hvide slot                               | Beyaz Kale                   | 1985 |                                 | Gyldendal            | 1992 |
| Den sorte bog                                | Kara Kitap                   | 1990 |                                 | Gyldendal            | 2006 |
| Det nye liv                                  | Yeni Hayat                   | 1995 |                                 | Gyldendal            | 1998 |
| Mit navn er Rød                              | Benim Adım Kırmızı           | 1998 |                                 | Gyldendal            | 2002 |
| Andre farver. Essays og en fortælling        | Öteki Renkler                | 1999 |                                 | Gyldendal            | 2012 |
| Istanbul: Erindringer og byen                | İstanbul: Hatıralar ve Şehir | 2003 |                                 | Gyldendal            | 2007 |
| Sne                                          | Kar                          | 2002 | Elisabeth Ellekjær              | Lindhardt og Ringhof | 2006 |
| Uskyldens museum                             | Masumiyet Müzesi             | 2008 |                                 | Gyldendal            | 2012 |
| Den naive og den sentimentale romanforfatter | Saf ve Düşünceli Romancı     | 2011 |                                 | Gyldendal            | 2012 |
| Dette fremmede i mig                         | Kafamda Bir Tuhaflık         | 2014 | Claus Bech (fra engelsk udgave) | Gyldendal            | 2016 |
| Den rødhårede kvinde                         | Kirmizi Sac̦li Kadin          | 2016 | Emine Leyla Tamer               | Gyldendal            | 2019 |